# Sichuan-Tibet-Bahn
| |                      |                                     |                                     |
| Streckenlänge: | 1838 km              |                                     |                                     |
| Spurweite: | 1435 mm (Normalspur) |                                     |                                     |
| Streckengeschwindigkeit: | 160 km/h–200 km/h    |                                     |                                     |
| |                      |                                     |                                     |
| \| \| \| Ringbahnstrecke Chengdu \| \| \| \| 0 \| Chengdu West \| Chengdu West \| \| \| \| nach Chengdu Süd \| \| \| \| \| Jiujiang Nord \| \| \| \| \| Chongzhou \| \| \| \| \| Dayi \| \| \| \| \| Qionglai \| \| \| \| \| Xilai \| \| \| \| \| Pujiang (Chengdu) \| \| \| \| \| Chaoyanghu \| \| \| \| \| Mingshan \| \| \| \| 141 \| Ya’an \| 580 m \| \| \| \| Tianquan \| \| \| \| \| Dayuxi \| \| \| \| \| Kangding \| 2560 m \| \| \| \| Huojiazhong \| \| \| \| \| Xinduqiao \| \| \| \| \| Yajiang \| \| \| \| \| Xi’eluo \| \| \| \| \| Litang \| 3950 m \| \| \| \| Maoyaba \| \| \| \| \| Brücke über den Litang He \| \| \| \| \| Batang \| \| \| \| \| Luomai \| \| \| \| \| Brücke über den Jangtsekiang \| \| \| \| \| Zeba \| \| \| \| \| Gonjo \| \| \| \| \| Kuoda \| \| \| \| \| Qamdo \| \| \| \| \| Brücke über den Mekong \| \| \| \| \| Bangda \| \| \| \| \| Brücke über den Saluen \| \| \| \| \| Xiali \| \| \| \| \| Lhorong \| \| \| \| \| Duoji \| \| \| \| \| von Kunming \| \| \| \| \| Bomê \| 2750 m \| \| \| \| Tongmai \| \| \| \| \| Lyulang \| \| \| \| \| Brücke über den Nyang Qu \| \| \| \| \| vom Zugdepot Linzhi \| \| \| \| 1403 \| Nyingchi (Linzhi) \| 3000 m \| \| \| \| Tunnel \| \| \| \| \| Zhongshaba \| \| \| \| \| Gangga \| \| \| \| \| Xuega \| \| \| \| \| Mainling \| 3700 m \| \| \| \| Zharao \| \| \| \| \| Tunnel \| \| \| \| \| Kangsha \| \| \| \| \| Tunnel \| \| \| \| \| Lilong \| \| \| \| \| Tunnel \| \| \| \| \| Wolong \| \| \| \| \| Tunnel \| \| \| \| \| Benzhong \| \| \| \| \| Xiajue \| \| \| \| \| Jiage \| \| \| \| \| Remi \| \| \| \| \| Tunnel \| \| \| \| \| Brücke über den Yarlung Tsangpo \| \| \| \| \| Tunnel \| \| \| \| \| Dongga \| \| \| \| \| Tunnel \| \| \| \| \| Nang Dzong (Langxian) \| \| \| \| \| Chongkang \| \| \| \| \| Tunnel \| \| \| \| \| Redang \| \| \| \| \| Linda \| \| \| \| \| Tunnel \| \| \| \| \| Brücke über den Yarlung Tsangpo \| \| \| \| \| Gyaca \| \| \| \| \| Brücke über den Yarlung Tsangpo \| \| \| \| \| Tunnel \| \| \| \| \| Zangmu \| \| \| \| \| Tunnel \| \| \| \| \| Bayu \| \| \| \| \| Tunnel \| \| \| \| \| Woka \| \| \| \| \| Tunnel \| \| \| \| \| Baizhen \| \| \| \| \| Sangri \| \| \| \| \| Brücke über den Yarlung Tsangpo \| \| \| \| \| Mingze \| \| \| \| \| Zêtang \| \| \| \| \| Jiacun \| \| \| \| \| Jinlu \| \| \| \| \| Zhaqi \| \| \| \| \| Zhanang \| \| \| \| \| Ghaza \| \| \| \| \| Jiedexiu \| \| \| \| \| Gonggar \| 3750 m \| \| \| \| Brücke über den Yarlung Tsangpo \| \| \| \| \| Changguo \| \| \| \| \| Bahnstrecke Lhasa–Xigazê von Xigazê \| \| \| \| 180632 \| Xierong (Xêrong) \| Xierong (Xêrong) \| \| \| \| als Bahnstrecke Lhasa–Xigazê \| \| \| \| \| Lhasa-Bahn von Xining \| \| \| \| 0 \| Lhasa \| 3641 m \| |                      |                                     |                                     |
| Strecke |                      | Ringbahnstrecke Chengdu             | Ringbahnstrecke Chengdu             |
| Bahnhof | 0                    | Chengdu West                        | Chengdu West                        |
| Abzweig geradeaus, nach links und von links |                      | nach Chengdu Süd                    | nach Chengdu Süd                    |
| Bahnhof |                      | Jiujiang Nord                       | Jiujiang Nord                       |
| Bahnhof |                      | Chongzhou                           | Chongzhou                           |
| Bahnhof |                      | Dayi                                | Dayi                                |
| Bahnhof |                      | Qionglai                            | Qionglai                            |
| Bahnhof |                      | Xilai                               | Xilai                               |
| Bahnhof |                      | Pujiang (Chengdu)                   | Pujiang (Chengdu)                   |
| Bahnhof |                      | Chaoyanghu                          | Chaoyanghu                          |
| Bahnhof |                      | Mingshan                            | Mingshan                            |
| Kopfbahnhof Strecke ab hier außer Betrieb | 141                  | Ya’an                               | 580 m                               |
| Bahnhof (Strecke außer Betrieb) |                      | Tianquan                            | Tianquan                            |
| Bahnhof (Strecke außer Betrieb) |                      | Dayuxi                              | Dayuxi                              |
| Bahnhof (Strecke außer Betrieb) |                      | Kangding                            | 2560 m                              |
| Bahnhof (Strecke außer Betrieb) |                      | Huojiazhong                         | Huojiazhong                         |
| Bahnhof (Strecke außer Betrieb) |                      | Xinduqiao                           | Xinduqiao                           |
| Bahnhof (Strecke außer Betrieb) |                      | Yajiang                             | Yajiang                             |
| Bahnhof (Strecke außer Betrieb) |                      | Xi’eluo                             | Xi’eluo                             |
| Bahnhof (Strecke außer Betrieb) |                      | Litang                              | 3950 m                              |
| Bahnhof (Strecke außer Betrieb) |                      | Maoyaba                             | Maoyaba                             |
| Brücke über Wasserlauf (Strecke außer Betrieb) |                      | Brücke über den Litang He           | Brücke über den Litang He           |
| Bahnhof (Strecke außer Betrieb) |                      | Batang                              | Batang                              |
| Bahnhof (Strecke außer Betrieb) |                      | Luomai                              | Luomai                              |
| Brücke über Wasserlauf (Strecke außer Betrieb) |                      | Brücke über den Jangtsekiang        | Brücke über den Jangtsekiang        |
| Bahnhof (Strecke außer Betrieb) |                      | Zeba                                | Zeba                                |
| Bahnhof (Strecke außer Betrieb) |                      | Gonjo                               | Gonjo                               |
| Bahnhof (Strecke außer Betrieb) |                      | Kuoda                               | Kuoda                               |
| Bahnhof (Strecke außer Betrieb) |                      | Qamdo                               | Qamdo                               |
| Brücke über Wasserlauf (Strecke außer Betrieb) |                      | Brücke über den Mekong              | Brücke über den Mekong              |
| Bahnhof (Strecke außer Betrieb) |                      | Bangda                              | Bangda                              |
| Brücke über Wasserlauf (Strecke außer Betrieb) |                      | Brücke über den Saluen              | Brücke über den Saluen              |
| Bahnhof (Strecke außer Betrieb) |                      | Xiali                               | Xiali                               |
| Bahnhof (Strecke außer Betrieb) |                      | Lhorong                             | Lhorong                             |
| Bahnhof (Strecke außer Betrieb) |                      | Duoji                               | Duoji                               |
| Abzweig geradeaus und von links (Strecke außer Betrieb) |                      | von Kunming                         | von Kunming                         |
| Bahnhof (Strecke außer Betrieb) |                      | Bomê                                | 2750 m                              |
| Bahnhof (Strecke außer Betrieb) |                      | Tongmai                             | Tongmai                             |
| Bahnhof (Strecke außer Betrieb) |                      | Lyulang                             | Lyulang                             |
| Brücke über Wasserlauf (Strecke außer Betrieb) |                      | Brücke über den Nyang Qu            | Brücke über den Nyang Qu            |
| Abzweig geradeaus und von rechts (Strecke außer Betrieb) |                      | vom Zugdepot Linzhi                 | vom Zugdepot Linzhi                 |
| Kopfbahnhof Strecke bis hier außer Betrieb | 1403                 | Nyingchi (Linzhi)                   | 3000 m                              |
| Tunnel |                      | Tunnel                              | Tunnel                              |
| Bahnhof |                      | Zhongshaba                          | Zhongshaba                          |
| Bahnhof |                      | Gangga                              | Gangga                              |
| Bahnhof |                      | Xuega                               | Xuega                               |
| Bahnhof |                      | Mainling                            | 3700 m                              |
| Dienststation / Betriebs- oder Güterbahnhof |                      | Zharao                              | Zharao                              |
| Tunnel |                      | Tunnel                              | Tunnel                              |
| Dienststation / Betriebs- oder Güterbahnhof |                      | Kangsha                             | Kangsha                             |
| Tunnel |                      | Tunnel                              | Tunnel                              |
| Dienststation / Betriebs- oder Güterbahnhof |                      | Lilong                              | Lilong                              |
| Tunnel |                      | Tunnel                              | Tunnel                              |
| Dienststation / Betriebs- oder Güterbahnhof |                      | Wolong                              | Wolong                              |
| Tunnelanfang |                      | Tunnel                              | Tunnel                              |
| Dienststation / Betriebs- oder Güterbahnhof (im Tunnel) |                      | Benzhong                            | Benzhong                            |
| Dienststation / Betriebs- oder Güterbahnhof (im Tunnel) |                      | Xiajue                              | Xiajue                              |
| Dienststation / Betriebs- oder Güterbahnhof (im Tunnel) |                      | Jiage                               | Jiage                               |
| Dienststation / Betriebs- oder Güterbahnhof (im Tunnel) |                      | Remi                                | Remi                                |
| Tunnelende |                      | Tunnel                              | Tunnel                              |
| Brücke über Wasserlauf |                      | Brücke über den Yarlung Tsangpo     | Brücke über den Yarlung Tsangpo     |
| Tunnelanfang |                      | Tunnel                              | Tunnel                              |
| Dienststation / Betriebs- oder Güterbahnhof (im Tunnel) |                      | Dongga                              | Dongga                              |
| Tunnelende |                      | Tunnel                              | Tunnel                              |
| Bahnhof |                      | Nang Dzong (Langxian)               | Nang Dzong (Langxian)               |
| Dienststation / Betriebs- oder Güterbahnhof |                      | Chongkang                           | Chongkang                           |
| Tunnel |                      | Tunnel                              | Tunnel                              |
| Dienststation / Betriebs- oder Güterbahnhof |                      | Redang                              | Redang                              |
| Dienststation / Betriebs- oder Güterbahnhof |                      | Linda                               | Linda                               |
| Tunnel |                      | Tunnel                              | Tunnel                              |
| Brücke über Wasserlauf |                      | Brücke über den Yarlung Tsangpo     | Brücke über den Yarlung Tsangpo     |
| Bahnhof |                      | Gyaca                               | Gyaca                               |
| Brücke über Wasserlauf |                      | Brücke über den Yarlung Tsangpo     | Brücke über den Yarlung Tsangpo     |
| Tunnel |                      | Tunnel                              | Tunnel                              |
| Dienststation / Betriebs- oder Güterbahnhof |                      | Zangmu                              | Zangmu                              |
| Tunnel |                      | Tunnel                              | Tunnel                              |
| Dienststation / Betriebs- oder Güterbahnhof |                      | Bayu                                | Bayu                                |
| Tunnel |                      | Tunnel                              | Tunnel                              |
| Dienststation / Betriebs- oder Güterbahnhof |                      | Woka                                | Woka                                |
| Tunnel |                      | Tunnel                              | Tunnel                              |
| Dienststation / Betriebs- oder Güterbahnhof |                      | Baizhen                             | Baizhen                             |
| Bahnhof |                      | Sangri                              | Sangri                              |
| Brücke über Wasserlauf |                      | Brücke über den Yarlung Tsangpo     | Brücke über den Yarlung Tsangpo     |
| Dienststation / Betriebs- oder Güterbahnhof |                      | Mingze                              | Mingze                              |
| Bahnhof |                      | Zêtang                              | Zêtang                              |
| Dienststation / Betriebs- oder Güterbahnhof |                      | Jiacun                              | Jiacun                              |
| Dienststation / Betriebs- oder Güterbahnhof |                      | Jinlu                               | Jinlu                               |
| Dienststation / Betriebs- oder Güterbahnhof |                      | Zhaqi                               | Zhaqi                               |
| Bahnhof |                      | Zhanang                             | Zhanang                             |
| Dienststation / Betriebs- oder Güterbahnhof |                      | Ghaza                               | Ghaza                               |
| Dienststation / Betriebs- oder Güterbahnhof |                      | Jiedexiu                            | Jiedexiu                            |
| Bahnhof |                      | Gonggar                             | 3750 m                              |
| Brücke über Wasserlauf |                      | Brücke über den Yarlung Tsangpo     | Brücke über den Yarlung Tsangpo     |
| Dienststation / Betriebs- oder Güterbahnhof |                      | Changguo                            | Changguo                            |
| Abzweig geradeaus und von links |                      | Bahnstrecke Lhasa–Xigazê von Xigazê | Bahnstrecke Lhasa–Xigazê von Xigazê |
| Dienststation / Betriebs- oder Güterbahnhof | 180632               | Xierong (Xêrong)                    | Xierong (Xêrong)                    |
| |                      | als Bahnstrecke Lhasa–Xigazê        |                                     |
| Abzweig geradeaus, nach links und von links |                      | Lhasa-Bahn von Xining               | Lhasa-Bahn von Xining               |
| Kopfbahnhof Streckenende | 0                    | Lhasa                               | 3641 m                              |

Die Sichuan-Tibet-Bahn oder der Sichuan–Xizang Railway (chinesisch 川藏鐵路, Pinyin Chuānzáng Tiělù) soll über 1.838 Kilometer Tibets Hauptstadt Lhasa auf direktem Weg mit der Millionenstadt Chengdu und weiter mit den Zentren im Osten und Südosten Chinas verbinden. Zwei Abschnitte im Westen und Osten der Strecke wurden bereits eröffnet. Die Fertigstellung der kompletten Strecke ist für das Jahr 2026 oder 2030 geplant. Neben der seit 2006 in Betrieb befindlichen Lhasa-Bahn wird dies die zweite Eisenbahnverbindung zwischen der autonomen Region Tibet und dem Kernland Chinas sein.

## Geografische Lage
Die Strecke führt durch den Westen der Provinz Sichuan und durch einen südöstlichen Teil des Hochlands von Tibet.

## Geschichte

### Vorgeschichte
Bereits vor rund hundert Jahren gab es auf chinesischer Seite Interesse an einer Eisenbahnverbindung nach Tibet. Mao Zedong hat die Idee in den 1950er Jahren wieder ins Gespräch gebracht. Angesichts der zu überwindenden Hochgebirgsketten sind die technischen Probleme allerdings enorm. Der erfolgreiche Bau der Lhasa-Bahn, die Höhen von über 5000 Meter erreicht, ermutigte die Entscheidungsträger zum Start des Projekts. Die Kosten werden auf 40 Milliarden US-Dollar (USD) geschätzt.

### Baubeginn
Im Oktober 2014 hat die oberste chinesische Planungsbehörde den Bau der Sichuan-Tibet-Bahn genehmigt. Im selben Jahr wurden bereits erste Arbeiten in Lhasa und in Chengdu begonnen, die östlichen 141 Kilometer von Chengdu bis Ya’an sind seit 2018 in Betrieb.
Der westliche Streckenabschnitt von Lhasa nach Nyingchi (435 Kilometer) wurde von Juni 2015 bis Ende Dezember 2020 errichtet und im Juni 2021 eröffnet. Die elektrifizierte Strecke führt durch 47 Tunnel und über 121 Brücken, wovon 16 den parallel verlaufenden Yarlung-Tsangpo überqueren. Allein dieser Abschnitt kostete ca. 4,8 Milliarden USD. Bauherr ist die Tibet Railway Construction Co. Ltd., einer Tochtergesellschaft der staatlichen Eisenbahngesellschaft Chinas (CR).
Der Bau des mittleren Streckenteils von 1.011 Kilometer zwischen Ya’an und Nyingchi begann im November 2020 und gilt als extrem herausfordernd. 90 Prozent dieses Streckenabschnitts führen über Viadukte oder durch Tunnel. Der Yigong-Tunnel soll mit 42,5 Kilometer Länge der längste Bahntunnel Chinas (fünftlängster Bahntunnel der Welt) werden. 31 Tunnel werden eine Überdeckung von mehr als 1.000 Meter haben, die Brücke über den Strom Nu Jiang (Saluen) soll 630 Meter über der Wasseroberfläche liegen. Die Bahn steigt auf dem Streckenteil von 600 auf 4500 m ü. NN.

### Eröffnung
Am 28. Dezember 2018 wurde auf dem 141 Kilometer  langen Abschnitt Chengdu–Ya’an der planmäßige Betrieb aufgenommen. Der Abschnitt ist für Mischbetrieb eingerichtet. Für Personenzüge bestehen hier Höchstgeschwindigkeiten zwischen 160 km/h und 200 km/h. Der Betrieb wurde mit 10 Zugpaaren pro Tag aufgenommen. Die schnellsten verkehren mit einer Fahrzeit von 56 Minuten über die Strecke.
Ende Juni 2021 wurde der 435 Kilometer lange westliche Abschnitt zwischen Lhasa und Nyingchi, der in Xierong von der bestehenden Bahnstrecke Lhasa–Xigazê abzweigt, in Betrieb genommen. Die Fahrzeit zwischen den beiden Endpunkten beträgt 3,5 Stunden, wobei eine Höchstgeschwindigkeit von 160 km/h erlaubt ist. Täglich verkehren drei Zugpaare einer dieselelektrischen Variante des Hochgeschwindigkeitszuges Fuxing (Baureihe CR200JS-G).
Die Eröffnung der Gesamtstrecke wurde noch 2019 für 2026 erwartet, inzwischen lässt die chinesische Regierung das Datum der Fertigstellung offen.

## Linienführung

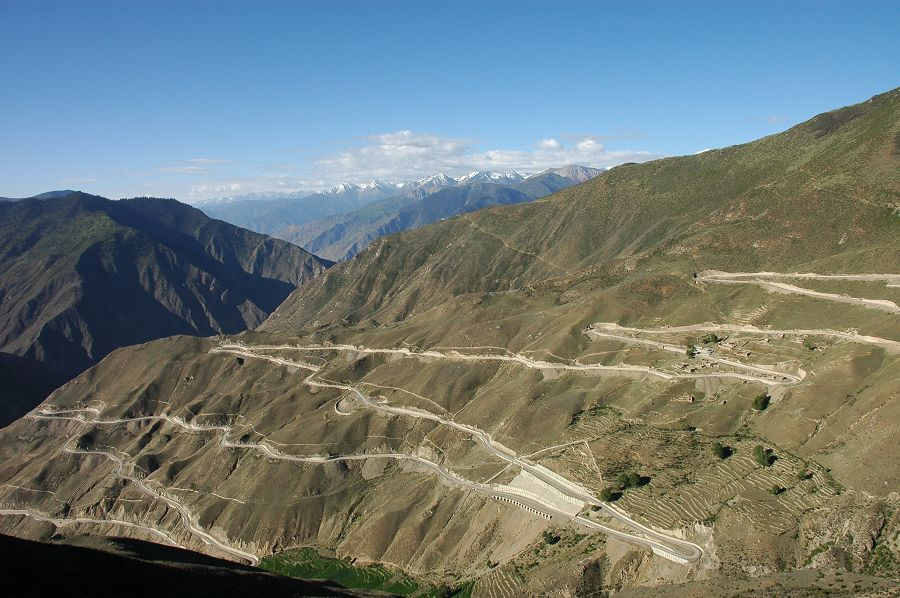
Serpentinen auf dem Sichuan-Tibet Highway

Die Trasse folgt im Wesentlichen dem Sichuan-Tibet-Highway, der Teil der Nationalstraße 318 ist. Es werden 14 Gebirgsmassive gequert, von denen zwei höher als der Mont Blanc sind. In Summe sind 14.000 Höhenmeter zu überwinden. Das Gebirgsland ist bekannt für häufige Erdbeben, dort stoßen die indische und die eurasische Kontinentalplatte aufeinander. Erdrutsche, Schneelawinen oder Überschwemmungen sind nicht ungewöhnlich. Die Region ist außerdem ökologisch sensibel. Der mittlere Abschnitt von Kangding nach Nyingchi gilt als besonders anspruchsvoll, er wird zuletzt fertiggestellt werden. Rund die Hälfte der Strecke verläuft auf oder in Kunstbauten. Die Bahnstrecke ist für eine Geschwindigkeit von 160 km/h bis 200 km/h ausgelegt. Die Frachtkapazität soll 10 Millionen Jahrestonnen betragen. Als Reisezeit von Chengdu nach Lhasa werden 13 bis 15 Stunden geplant. Auf der Lhasa-Bahn sind Züge zwischen Peking und Lhasa 48 Stunden unterwegs. Auf der Straße beträgt die Reisezeit drei Tage.

## Bedeutung
Durch die Bahnstrecke wird ein unwegsames Gebiet verkehrstechnisch erschlossen und die Verbindung zwischen Tibet und dem chinesischen Kernland wird gestärkt. Dies wird vielfältige wirtschaftliche, kulturelle und politische Auswirkungen für die Bewohner entlang der Strecke haben. Wie bereits bei der Lhasa-Bahn wird auch ein Anstieg des Tourismus erwartet. Große Waldgebiete sowie Lagerstätten mit Kupfer und anderen Rohstoffe befinden sich im Einzugsgebiet.
Es gibt auch außenpolitische und militärische Interessen, da die Bahnlinie nahe der Grenze zu Indien verläuft, deren Verlauf zwischen den beiden Staaten umstritten ist.